# 卡尔丹
卡尔丹（Kardhan），是印度哈里亚纳邦Ambala县的一个城镇。总人口9579（2001年）。

## 人口
该地2001年总人口9579人，其中男性5126人，女性4453人；0—6岁人口1218人，其中男655人，女563人；识字率72.34%，其中男性为77.21%，女性为66.72%。